# Fabio Dal Zotto
Fabio Dal Zotto (né le 17 juillet 1957 à Vicence) est un escrimeur italien pratiquant le fleuret et l'épée. Il est le cousin de l'escrimeur Andrea Borella, lui-même mari de Francesca Bortolozzi-Borella.

## Biographie
Fabio Dal Zotto a remporté le titre olympique au fleuret individuel lors des Jeux olympiques d'été de 1976 à Montréal.
Il commence l'escrime sous l’égide du Maître d'armes Livio di Rosa au Circolo Scherma Mestre.

## Palmarès
- Jeux olympiques
  -  Médaille d'or au fleuret individuel aux Jeux olympiques de 1976 à Montréal
  -  Médaille d'argent au fleuret par équipe aux Jeux olympiques de 1976 à Montréal
- Championnats du monde d'escrime
  -  Médaille d'argent au fleuret par équipe aux Championnats du monde d'escrime 1977
  -  Médaille d'argent au fleuret par équipe aux Championnats du monde d'escrime 1979
  -  Médaille d'argent au fleuret par équipe aux Championnats du monde d'escrime 1981